# Ängsholmen, Utö

Ängsholmen är en ö i Utö socken i Haninge kommun, vid inloppet till hamnen i Kyrkviken på Utö. Ön har en yta på 27 hektar.
Ängsholmen kallas ibland Ängsholmarna, eftersom den tidigare bestod av två öar, Stora och Lilla Ängsholmen. Ängsholmen var tidigare betesö för boskapen i byn på Utö men 1912 köptes ön av en skärbonde från Märsgarn som bosatte sig här. Gustaf Hellström hade honom som förlaga till gubben Bohm i Storm över Tjurö. Efter en arvstvist såldes Ängsholmen på exekutiv auktion till ägaren av Berga, Helge Axelsson Johnson. Enligt uppgifter skall han köpt ön för att kunna ta med sig Gustav V på abborrmete. Toaletten på Axelsson Johnsons lustjakt skall dock ha havererat, och då Gustav V krävde tillgång till toalett skall besöket på ön blivit inställt. Helge Axelsson Johnson sålde 1942 Ängsholmen till Erik Zetterström, vars ättlingar ännu äger ön.